# Hrvatski Nogometni Klub Hajduk Split 2016-2017
Questa voce raccoglie le informazioni riguardanti l'Hrvatski Nogometni Klub Hajduk Split nelle competizioni ufficiali della stagione 2016-2017.

## Rosa
Aggiornata al 17 febbraio 2017
| N. |                                 | Ruolo | Calciatore      |
| -- | ------------------------------- | ----- | --------------- |
| 1  | Croazia (bandiera)              | P     | Dante Stipica   |
| 3  | Bosnia ed Erzegovina (bandiera) | D     | Josip Kvesić    |
| 4  | Croazia (bandiera)              | D     | Petar Bosančić  |
| 5  | Gambia (bandiera)               | C     | Hamza Barry     |
| 6  | Brasile (bandiera)              | C     | Jefferson       |
| 8  | Croazia (bandiera)              | C     | Nikola Vlašić   |
| 9  | Ungheria (bandiera)             | A     | Márkó Futács    |
| 11 | Camerun (bandiera)              | A     | Franck Ohandza  |
| 13 | Croazia (bandiera)              | P     | Ivo Grbić       |
| 17 | Croazia (bandiera)              | D     | Josip Juranović |
| 18 | Bosnia ed Erzegovina (bandiera) | C     | Zvonimir Kožulj |
| 20 | Australia (bandiera)            | C     | Anthony Kalik   |
| 22 | Italia (bandiera)               | A     | Said Ahmed Said |

| N. |                     | Ruolo | Calciatore             |
| -- | ------------------- | ----- | ---------------------- |
| 23 | Croazia (bandiera)  | D     | Zoran Nižić (capitano) |
| 25 | Croazia (bandiera)  | P     | Karlo Letica           |
| 26 | Croazia (bandiera)  | C     | Toma Bašić             |
| 27 | Albania (bandiera)  | D     | Hysen Memolla          |
| 28 | Croazia (bandiera)  | A     | Marko Bencun           |
| 30 | Croazia (bandiera)  | D     | Josip Bašić            |
| 32 | Croazia (bandiera)  | C     | Fran Tudor             |
| 34 | Kosovo (bandiera)   | D     | Ardian Ismajli         |
| 44 | Croazia (bandiera)  | D     | Marko Ćosić            |
| 50 | Croazia (bandiera)  | C     | Ante Erceg             |
| 55 | Bulgaria (bandiera) | D     | Georgi Terziev         |
| 88 | Croazia (bandiera)  | C     | Frane Vojković         |
| 90 | Grecia (bandiera)   | C     | Savvas Gentsoglou      |

## Risultati

### Prva HNL
| Arbitro: | Bruno Marić (Daruvar) |

|  |           |                           |
|  | Marcatori | 17’ T. Bašić 90+1’ Kožulj |

| Arbitro: | Goran Gabrilo (Spalato) |

|  |           |               |
|  | Marcatori | 90+1’ Ohandza |

| Arbitro: | Dario Bel (Osijek) |

|                                                         |           |  |
| Ohandza 42’ (rig.) Erceg 60’ Tudor 69’ Žižić 78’ (aut.) | Marcatori |  |

| Arbitro: | Mario Zebec (Cestica) |

|  |           |                                   |
|  | Marcatori | 45+1’, 60’ Rog 57’, 68’ Fernándes |

| Arbitro: | Dalibor Mlakar (Zagabria) |

|           |           |           |
| Ejupi 19’ | Marcatori | 12’ Erceg |

| Arbitro: | Fran Jović (Zagabria) |

|                                |           |                                                        |
| Ohandza 13’ (rig.) Ismajli 66’ | Marcatori | 24’ Gavranović 35’ (rig.), 61’ Bezjak 79’ Andrijašević |

| Arbitro: | Igor Križarić (Čakovec) |

|  |           |                              |
|  | Marcatori | 32’ Erceg 64’ (aut.) Karačić |

| Arbitro: | Bruno Marić (Daruvar) |

|           |           |           |
| Puljić 5’ | Marcatori | 76’ Tudor |

| Arbitro: | Fran Jović (Zagabria) |

|                                    |           |  |
| Said 37’, 71’ Erceg 74’ Futács 88’ | Marcatori |  |

| Arbitro: | Marin Vidulin (Kanfanar) |

|                                                              |           |           |
| Said 7’ Ohandza 54’, 84’ Kožulj 71’ Jefferson 87’ Futács 88’ | Marcatori | 34’ Dabro |

| Zagabria 2 ottobre 2016, ore 17:00 CEST (UTC+2) 11ª giornata | Dinamo Zagabria    | 0 – 0 referto | Hajduk Spalato | Stadion Maksimir (11 500 spett.)\| Arbitro: \| Ivan Bebek (Fiume) \| |
| Arbitro:                                                     | Ivan Bebek (Fiume) |               |                |                                                                      |

| Arbitro: | Andrej Burilo (Osijek) |

|                                |           |           |
| Futács 56’ (rig.) T. Bašić 81’ | Marcatori | 42’ Pešić |

| Pola 22 ottobre 2016, ore 15:00 CEST (UTC+2) 13ª giornata | Istria 1961                    | 0 – 0 referto | Hajduk Spalato | Stadio Aldo Drosina (2 594 spett.)\| Arbitro: \| Igor Pajač (Sveti Ivan Zelina) \| |
| Arbitro:                                                  | Igor Pajač (Sveti Ivan Zelina) |               |                |                                                                                    |

| Arbitro: | Marin Vidulin (Kanfanar) |

|            |           |  |
| Futács 16’ | Marcatori |  |

| Arbitro: | Dalibor Mlakar (Zagabria) |

|               |           |            |
| Elez 66’, 75’ | Marcatori | 60’ Futács |

| Arbitro: | Damir Batinić (Osijek) |

|           |           |  |
| Barry 61’ | Marcatori |  |

| Arbitro: | Ivan Vučković (Zagabria) |

|                     |           |  |
| Erceg 8’ Kožulj 32’ | Marcatori |  |

| Arbitro: | Damir Batinić (Osijek) |

|                                |           |          |
| Burić 34’ Ivanovski 60’ (rig.) | Marcatori | 45’ Said |

| Arbitro: | Željko Frković (Gospić) |

|          |           |                     |
| Baša 22’ | Marcatori | 90+1’, 90+3’ Futács |

| Arbitro: | Mario Zebec (Cestica) |

|  |           |               |
|  | Marcatori | 90+2’ Soudani |

| Arbitro: | Igor Pajač (Sveti Ivan Zelina) |

|           |           |           |
| Pešić 76’ | Marcatori | 82’ Erceg |

| Arbitro: | Dalibor Mlakar (Zagabria) |

|                                           |           |  |
| Erceg 5’ Vlašić 14’ Said 88’ Futács 90+1’ | Marcatori |  |

| Arbitro: | Ivan Bebek (Fiume) |

|                       |           |              |
| Ejupi 63’ (rig.), 80’ | Marcatori | 90+4’ Futács |

| Arbitro: | Mario Zebec (Cestica) |

|           |           |                   |
| Barry 31’ | Marcatori | 81’ (rig.) Bezjak |

| Zagabria 17 marzo 2017, ore 18:00 CET (UTC+1) 25ª giornata | Lokomotiva Zagabria                 | 0 – 0 referto | Hajduk Spalato | Stadio Kranjčevićeva (1 269 spett.)\| Arbitro: \| Ante Vučemilović-Šimunović (Osijek) \| |
| Arbitro:                                                   | Ante Vučemilović-Šimunović (Osijek) |               |                |                                                                                          |

| Arbitro: | Fran Jović (Zagabria) |

|          |           |                                 |
| Kolar 3’ | Marcatori | 34’ Bašić 77’ Nižić 88’ Ohandza |

| Arbitro: | Dalibor Mlakar (Zagabria) |

|             |           |                      |
| Ohandza 66’ | Marcatori | 72’ (rig.) Ivanovski |

| Arbitro: | Igor Križarić (Čakovec) |

|                                           |           |  |
| Zgrablić 62’ (aut.) Kožulj 85’ Vlašić 87’ | Marcatori |  |

| Arbitro: | Ante Vučemilović-Šimunović (Osijek) |

|  |           |                      |
|  | Marcatori | 29’ Erceg 90’ Futács |

| Arbitro: | Ivan Vučković (Zagabria) |

|                                                            |           |                        |
| Vlašić 12’ (rig.) Nižić 45’ Erceg 47’ Said 67’ Ohandza 85’ | Marcatori | 39’ Tomičić 64’ Ugrina |

| Arbitro: | Igor Pajač (Sveti Ivan Zelina) |

|  |           |                      |
|  | Marcatori | 20’ Erceg 32’ Futács |

| Arbitro: | Ivan Bebek (Fiume) |

|                                              |           |             |
| Bašić 56’, 65’ Futács 61’ Erceg 70’ Said 88’ | Marcatori | 90+1’ Boban |

| Arbitro: | Mario Zebec (Cestica) |

|                          |           |  |
| Maleš 14’ Gavranović 29’ | Marcatori |  |

| Arbitro: | Ivan Bebek (Fiume) |

|           |           |             |
| Barry 87’ | Marcatori | 37’ Doležal |

| Arbitro: | Fran Jović (Zagabria) |

|                                                       |           |  |
| Futács 16’, 52’, 55’ (rig.), 69’ Tudor 58’ Vlašić 62’ | Marcatori |  |

| Arbitro: | Igor Pajač (Sveti Ivan Zelina) |

|               |           |                       |
| Međimorec 76’ | Marcatori | 8’, 25’ (rig.) Futács |

Fonte: Croatian Football Federation

### Coppa di Croazia
| Arbitro: | Dario Bel (Osijek) |

|  |           |                                                         |
|  | Marcatori | 18’ T. Bašić 19’ Barry 50’, 87’ Tudor 68’, 90+2’ Futács |

| Arbitro: | Dario Kulušić (Sebenico) |

|             |           |                             |
| Jelavić 16’ | Marcatori | 64’ Erceg 71’ (rig.) Futács |

| Arbitro: | Tihomir Pejin (Donji Miholjac) |

|                         |           |           |
| Ugrina 90+2’ Pešić 106’ | Marcatori | 25’ Barry |

### Europa League

#### Secondo turno preliminare
| Arbitro: | Yuriy Mozharovskyy |

|                          |           |                        |
| Cristea 19’ Piccioni 23’ | Marcatori | 48’ Ohandza 90+4’ Said |

| Arbitro: | Frank Schneider |

|                       |           |            |
| Tudor 22’ Ohandza 90’ | Marcatori | 26’ Ciucur |

#### Terzo turno preliminare
| Arbitro: | Gediminas Mažeika |

|  |           |                                 |
|  | Marcatori | 52’ Ćosić 82’ Erceg 90’ Ohandza |

| Arbitro: | John Beaton |

|                                 |           |               |
| Nižić 21’ Sušić 52’ (rig.), 56’ | Marcatori | 13’ Starenkyi |

#### Play-off
| Arbitro: | Jesús Gil Manzano |

|                          |           |          |
| Alberman 9’ Scarione 77’ | Marcatori | 56’ Said |

| Arbitro: | Felix Zwayer |

|                                             |                      |                                                  |
| Ćosić 40’, 59’                              | Marcatori            | 52’ Scarione                                     |
| Vlašić Tudor Ohandza Gentsoglou Sušić Ćosić | Tiri di rigore 3 – 4 | Yitzhaki Ben Haim I Scarione Sá Medunjanin Rikan |

Fonte: uefa.com